# Tvrđava Raškan
Tvrđava Raškan (perz. دژ رشکان) nalazila se na 1122 m visokoj planini Kuh-e Safaije, na sjeveroistoku jezgre drevnog iranskog grada Raja (danas dio Teherana) odnosno približno 300 m jugoistočno od brda Češme-Ali. Dvije uzvisine s okolicom predstavljaju značajno arheološko nalazište prapovijesnih, starovjekovnih i srednjovjekovnih artefakata.
Prva opsežnija istraživanja na Raškanu 1930-ih godina predvodio je njemački arheolog E. F. Schmidt, identificiravši pritom predmete iz mlađeg željeznog doba (oko 1000. pr. Kr.) koji ukazuju na srodnost s onima pronađenim na Tape-Hesaru kod Damgana. Sama tvrđava Raškan datira se u partsko razdoblje (3. st. pr. Kr. − 3. st.) i ime je dobila prema Aršaku, prvom partskom vladaru.
Zidine prate topografiju terena i podignute su nad najstrmijim liticama zbog čega tvrđava ima trokutast tlocrtni oblik. Na vrhu nalazila promatračnica do koje danas vode dvostruke montirane stube, dok su najvažniji objekti bili smješteni na južnom platou. Također, s južne strane tvrđava je bila zaštićena i trima grudobranima koji se datiraju u različita povijesna razdoblja. Sjeverni dijelovi kompleksa oštećeni su zbog aktivnosti velike Rajske cementare. Korišteni materijali uglavnom su kamen i mort, a zapadne zidine građene su od opeka veličine 45 x 45 x 15 cm. Navedene dimenzije bile su relativno standardizirane u drevnoj iranskoj arhitekturi i javljaju se primjerice kod Gorganskog zida. Među predmetima pronađenim na Raškanu od velike važnosti su partske brončane kovanice.
Iako nema čvrstih arheoloških dokaza, stručnjaci pretpostavljaju da je tvrđava korištena i tijekom sasanidskog razdoblja (3. − 7. st.) zbog strateškog značaja Raja, korištenja tvrđave u ranoislamskom razdoblju (8. − 9. st.), te sasanidskih tragova na susjednom Češme-Aliju i Tape-Milu.
Na Raškanu su pronađeni razni srednjovjekovni ostaci i tragovi: iz vremena Abasidskog Kalifata primjetna je nadogradnja kamenom nad drevnim opekama i zapadna medresa s ajvanom, o bujidskom korištenju tvrđave svjedoči pocakljena keramika, dok kovanica s prikazom Šahruha Mirze svjedoči i o timuridskoj prisutnosti. Ranije u 13. stoljeću Raškan je teško stradao prilikom mongolske invazije, a u novom vijeku zajedno s Rajom u potpunosti gubi na značaju u korist obližnjeg Teherana. Većina arheoloških artefakata pronađenih na Raškanu, Češme-Aliju i okolici Raja danas se čuva u Nacionalnom muzeju u Teheranu.

## Galerija
- Zapadni bedem
- Detalj gornje utvrde
- Južne zidine
- Južne prostorije
- Ajvan

## Poveznice
- Češme-Ali
- Raj
- Partsko Carstvo